# Мандрагорин
Мандрагорин — алкалоид, содержащийся в растениях рода мандрагора (Mandragora) семейства Паслёновые.
Алкалоид мандрагорин относится к классу тропанов. По физиологической активности является парасимпатическим депрессантом, обладает снотворным действием.

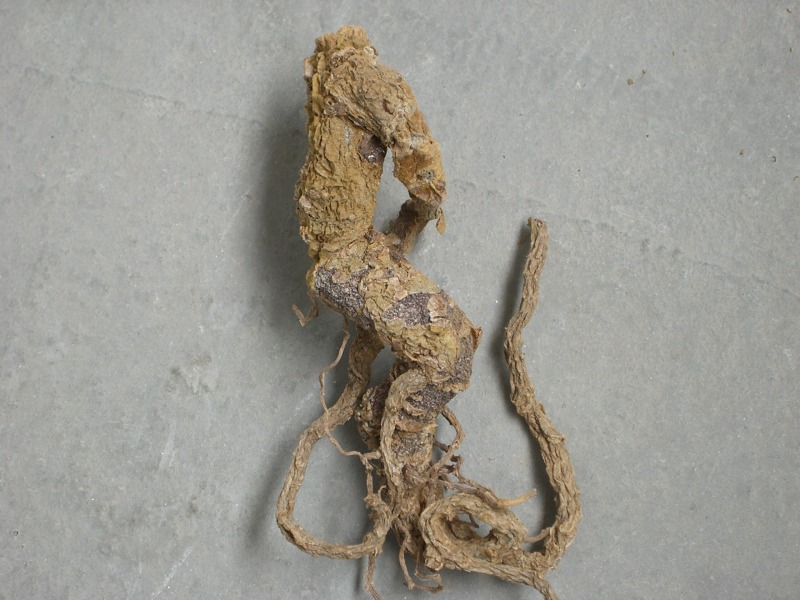
Mandragora sp., корень

## История исследования вещества
В 1889 году Аренс экстрагировал из корней мандрагоры алкалоид, обладающий схожим с атропином действием и назвал его мандрагорином.
Позже Томс (Thoms) и Венцель (Wentzel) доказали, что мандрагорин Аренса не изолированное вещество, а смесь алкалоидов — гиосциамина и вещества, которому она дали название скополамин.
Дальнейшие исследования Гессе обнаружили, что экстракт корня мандрагоры содержит гиосциамин в количестве до 36 %, гиосцин (скополамин) — до 0,4 %, 0,1 % пара-гиосциамина и еще меньшее количество другого вещества, названного мандрагорином.
Выделяется из экстракта нейтрализацией хлорауратовой кислотой в хлораурат формулой C15H19NO2HAuCl4.